# Liste des entités de caractère de XML et HTML
Dans les langages de balisage comme SGML, HTML, XHTML et XML, une référence de caractère ou référence d'entité de caractère, est une série de caractères qui représente un autre caractère ; par exemple &eacute; représente « é ». Il existe des références numériques (comme &#233;) et des références nommées (comme &eacute;). Les références nommées portent le nom (comme eacute) d'une entité constituée d'un seul caractère (comme é), d'où le nom d’entité de caractère. Cet article donne la liste d'entités de caractère de XML et HTML.

## Termes